# Brygga (datorteknik)
En brygga kopplar samman olika nätsegment (LAN) i paketförmedlade nätverk (typiskt TCP/IP nätverk) på lager 2 i OSI-modellen (datalänklagret, fysisk adressering). En brygga har till skillnad från en router ingen uppfattning om var i ett nätverk en specifik adress finns, utan använder sig av broadcast för att förmedla paket till sin mottagare. Bryggan kan dock efter att ha identifierat en adress i nätverket logga den MAC-adress som hör till den logiska adress för att undvika ytterligare broadcasts.
Anledningen till att dela ett nätverk med en brygga (segmentering) kan tex vara att förbättra nätets effektivitet eller att öka säkerheten i nätet.
Att bryggor är beroende av broadcast begränsar effektiviteten avsevärt jämfört med en router och bryggor används därför bara i mindre lokala nätverk (LAN). de har dock en viss förmåga att hantera snarare än att bara förmedla trafik och är därför något mer avancerade än en repeater eller nätverkshubb.
I ett ethernet-nätverk avses med termen "brygga" utrustning som följer standarden IEEE 802.1D
En switch är en brygga med flera (fler än två) portar, och termen switch eller lager 2 switch används ibland i stället för brygga. "Switch" är dock inte ett standardiserat begrepp även om det är mycket vanligt.
En brygga kan relativt enkelt konstrueras genom att koppla samman två nätverkskort i en dator, ett för varje hanterat nätsegment.

## Nätverksbryggning i Linux
För att brygga två nätverkskort i Linux redigerar man /etc/network/interfaces och lägger till text i slutet av denna. I följande exempel skapas en nätverksbrygga mellan korten eth1 och eth2.
iface br0 inet dhcp

bridge_ports eth1 eth2

auto br0
Efter inskrivningen i filen kan man med fördel ladda in den på nytt, genom till exempel /etc/init.d/networking restart.

## Nätverksbryggning i Windows
Nyare versioner av Windows (Windows XP och uppåt) har stöd för nätverksbryggning genom att helt enkelt markera två anslutningar, högerklicka och välja "brygga anslutningar".